# 4406-os mellékút (Magyarország)
A 4406-os számú mellékút egy körülbelül 32 kilométer hosszú, négy számjegyű országos közút Békés vármegye és Csongrád-Csanád vármegye határvidékén, Orosháza és Szentes, valamint a két város közt fekvő Nagymágocs összekapcsolását biztosítja.

## Nyomvonala
Orosháza központjában ágazik ki a 474-es főútból, annak 6,800-as kilométerszelvénye táján. Észak felé indul, de pár méter után nyugat felé fordul; kezdeti szakaszán a Kossuth tér nevet viseli, majd Szentesi út néven folytatódik. 750 méter után keresztezi a Mezőtúr–Battonya-vasútvonal, majd később, az 1. kilométere táján a Szeged–Békéscsaba-vasútvonal, majd újabb 100-150 méter után a Kiskunfélegyháza–Orosháza-vasútvonal vágányait is. Ez utóbbi vasúti kereszteződés pontosan a 47-es főút felüljárója alatt található, itt tehát az út a főút nyomvonalát is keresztezi, utóbbi itt a 169,400-as kilométerszelvénye táján jár.
Egy darabig az út a vasutat kísérve húzódik, annak északi oldalán, majd 1,7 kilométer után beletorkollik északnyugat felől a 4408-as út, 8,5 kilométer megtételét követően, és ugyanott a sínek ismét keresztezik; innen a vasútvonal a 4408-ast kíséri. A 4406-os viszont hamarosan, 2,3 kilométer után egy körforgalomhoz ér, ott a 4447-es út ágazik ki belőle azzal a céllal, hogy a külön szintű keresztezés után mégis közvetlen kapcsolatot teremtsen a 47-es főúttal. Ezen a szakaszon az út Gyopárosfürdő városrész déli szélén húzódik, majd Újosztás és Rákóczitelep között vezet el; 5,6 kilométer után éri el a belterület, 6,5 kilométer után pedig Orosháza és az egész Orosházi járás nyugati határszélét.
Itt elhalad Orosháza, Székkutas és Árpádhalom, illetve az Orosházi, a Hódmezővásárhelyi és a Szentesi járások hármashatára mellett, és a két utóbbi település határvonalát kezdi követni. 7,4 kilométer után újabb hármashatárhoz érkezik, Székkutas helyett Nagymágocs északi határvonalát kezdi itt kísérni. 9,8 kilométer után teljesen nagymágocsi területre ér, a belterület déli szélét 13,4 kilométer után éri el. Ugyanott találkozik a 4405-ös úttal, amely innét délnek halad; rövid, alig 150 méternyi közös szakaszuk következik, kilométer-számozás tekintetében ellenirányban, majd újra különválnak: a 4405-ös nyugat felől éri el a települést, a 4406-os pedig innen észak, majd pár lépés után északnyugat felé folytatódik, Szentesi út néven.
Nagymágocs központjában, egymástól nem messze két elágazása van: előbb a rövid 44 113-as számú átkötő út ágazik ki belőle, majd a 4448-as út torkollik bele Árpádhalom központja felől, 13 kilométer teljesítése után. A folytatásban a hosszan elnyúló község főutcáját képezi, majd mielőtt elérné a település nyugati szélén emelkedő Károlyi-kastély parkját, kiágazik belőle a 44 114-es út, ami a nyugati községrészt köti össze közvetlenül a 4405-ös úttal. 15,8 kilométer után hagyja el az út a kastélypark nyugati szélét, onnantól már külterületen halad.
Majdnem pontosan 19 kilométer után szeli át Nagymágocs és Szentes határát, itt több irányváltása is van – több esetben vízfolyások, mint a Mágocs-ér és a Kórógy-ér keresztezéséhez kapcsolódóan –, de alapvetően ezután is nyugatnak tart. 23,3 kilométer után éri el a kis Lapistó városrész központját, majd a 28-29. kilométerei között egy kiterjedt halastórendszer déli széle mellett vezet el. A belterület délkeleti peremén ér véget, betorkollva a 45-ös főútba, annak 27,150-es kilométerszelvényénél.
Teljes hossza, az országos közutak térképes nyilvántartását szolgáló kira.gov.hu adatbázisa szerint 32,019 kilométer.

## Települések az út mentén
- Orosháza
- (Székkutas)
- (Árpádhalom)
- Nagymágocs
- Szentes

## Története
1934-ben a kereskedelem- és közlekedésügyi miniszter 70 846/1934. számú rendelete a Nagymágocs és Orosháza közti szakaszát másodrendű főúttá nyilvánította, a Kiskunfélegyháza-Szentes-Orosháza közti 42-es főút részeként; fennmaradó szakaszát viszont a rendelet alapján 1937-ben kiadott közlekedési térkép még mellékúti kiépítettséggel sem tünteti fel.